# Кивалина (аэропорт)
Аэропорт Кивалина (англ. Kivalina Airport), (ИАТА: KVL, ИКАО: PAVL, FAA LID: KVL) — государственный гражданский аэропорт, расположенный в населённом пункте Кивалина (Аляска), США.

## Операционная деятельность
Аэропорт Кивалина расположен на высоте 4 метров над уровнем моря и эксплуатирует одну взлётно-посадочную полосу:
- 12/30 размерами 914 х 18 метров с гравийным покрытием.